# Peter Lennert
Peter Lennert (* 27. September 1949 in Heppenheim) ist ein hessischer Politiker (CDU).

## Ausbildung und Beruf
Nach dem Abitur im Jahre 1969 studierte Lennert von 1970 bis 1975 Physik und Chemie und arbeitete von 1975 bis 1995 als Wissenschaftlicher Angestellter am Institut für Experimentalphysik der Universität Heidelberg als Entwicklungsingenieur für Elementarteilchen-Detektoren.
Von 1976 bis 1977 war er wissenschaftlicher Mitarbeiter am Europäischen Kernforschungszentrum in Genf (CERN), 1980 Fachkunde Strahlenschutz am Kernforschungszentrum Karlsruhe, von 1983 bis 1986 Wissenschaftlicher Mitarbeiter am Europäischen Kernforschungszentrum in Genf, 1987 Gutachtertätigkeit für das Deutsche Elektronen-Synchrotron in Hamburg, 1988 Strahlenschutzfachkunde an Elementarteilchen-Beschleunigern, Universität Hannover und von 1989 bis 1991 Beratervertrag bei der Max-Planck-Gesellschaft München/Heidelberg.
Lennert ist verheiratet mit Hiltrud Köhler und hat drei erwachsene Töchter.

## Politik
Peter Lennert ist Mitglied der CDU und dort seit 1997 stellvertretender Kreisvorsitzender der CDU Bergstraße. Weiterhin ist er seit 1994 Vorstandsmitglied der CDA Süd-Hessen, seit 2005 CDA Kreisvorsitzender.
Von 1997 bis 2001 und seit 2006 ist er Mitglied des Kreistags Landkreis Bergstraße und von 2001 bis 2005 Vorsitzender der CDU-Fraktion in der Stadtverordnetenversammlung der Kreisstadt Heppenheim.
Lennert war von 1995 bis 2008 Abgeordneter des Hessischen Landtags (Wahlkreis 54 (Bergstraße-West)) und dort Mitglied im Europaausschuss, Haushaltsausschuss und Unterausschuss für Finanzcontrolling und Verwaltungssteuerung. Er ist Mitglied im Beirat Sondervermögen „Versorgungsrücklage des Landes Hessen“.